# Loch (Pieniny)

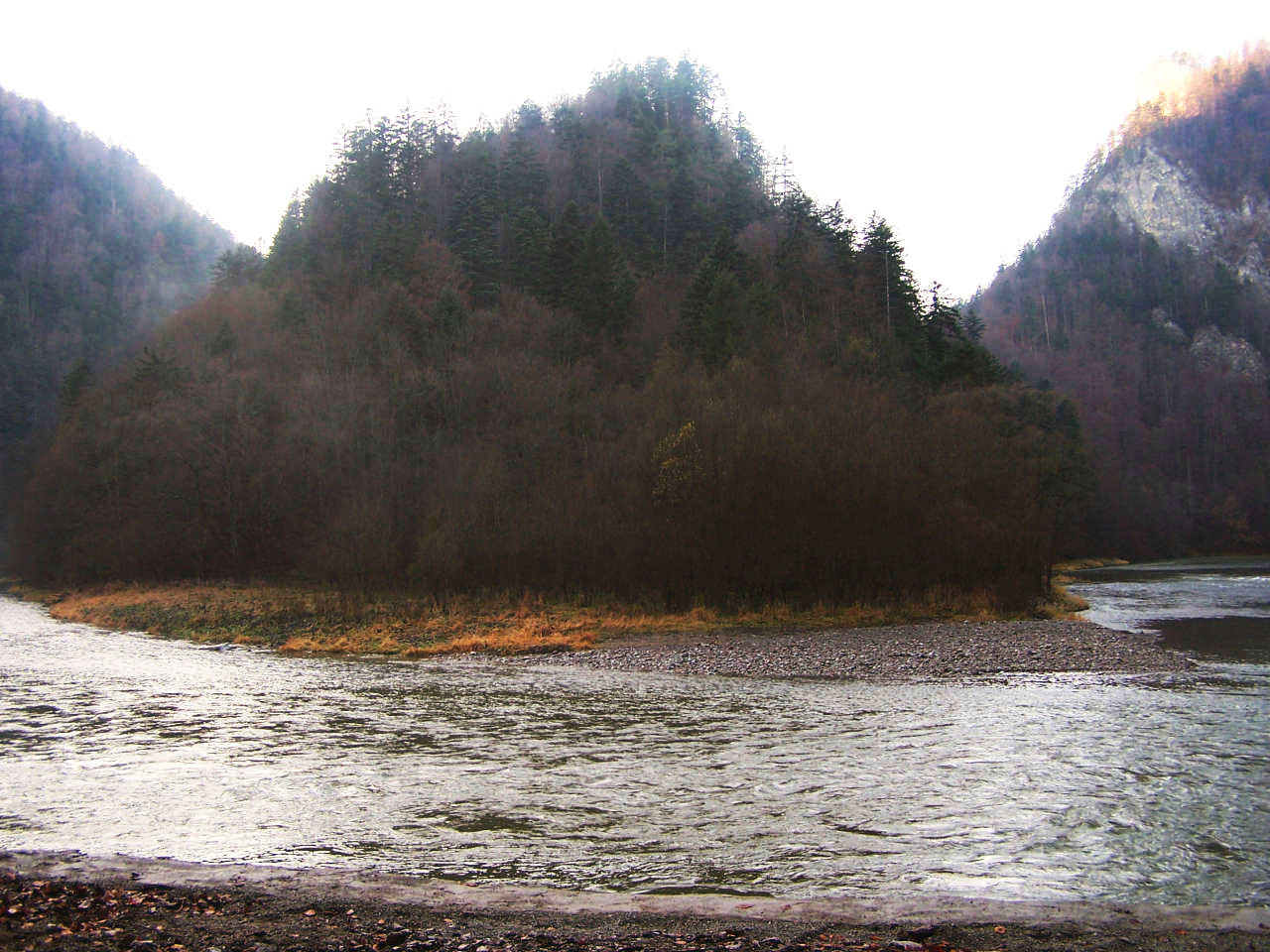

Loch – w Pieninach termin mający dwa znaczenia:
- położona na wysokości 433 m n.p.m. łąka na Pienińskim Przełomie Dunajca u wschodniego cypla Przechodniego Wierchu. Dunajec wykonuje tu bardzo ostry zakręt, opływając cypel i Loch z trzech stron: południowej, wschodniej i północnej[1][2]. Dawniej, przy wyższych jego poziomach (po opadach deszczu lub wiosennych roztopach), Dunajec przepływał również przez Loch, wskutek czego nie mógł on trwale zarosnąć drzewami. Po wybudowaniu Zapory Niedzica poziom wody w Dunajca już tak nie wzrasta[3] i nie przepływa on przez Loch, wskutek czego łąka zarasta drzewami.
- największa głębia w Pienińskim Przełomie Dunajca. Znajduje się przy wschodnim cyplu Przechodniego Wierchu. Dunajec osiąga tu głębokość 9 m[3].